# San Miguel del Cinca
San Miguel del Cinca é um município da Espanha na província de Huesca, comunidade autónoma de Aragão, de área 106,66 km² com população de 849 habitantes (2007) e densidade populacional de 8,18 hab/km².

## Demografia
| Variação demográfica do município entre 1991 e 2004 | Variação demográfica do município entre 1991 e 2004 | Variação demográfica do município entre 1991 e 2004 | Variação demográfica do município entre 1991 e 2004 |
| --------------------------------------------------- | --------------------------------------------------- | --------------------------------------------------- | --------------------------------------------------- |
| 1991                                                | 1996                                                | 2001                                                | 2004                                                |
| 982                                                 | 918                                                 | 886                                                 | 873                                                 |